# Disembodied
Disembodied är Bucketheads andra album under namnet Death Cube K (ett anagram för Buckethead). Albumet gavs ut den 22 juli 1997 av ION Records och producerades av Bill Laswell.

## Låtlista
1. "Disembodied"   9:15
2. "Embalmed"   4:59
3. "Terror Tram"   9:36
4. "Hanging Gallows"   5:33
5. "Pre Hack"   15:30

## Lista på medverkande
- Death Cube K (aka Buckethead) - gitarr, Dr. Phibes organ.
- Extrakd - ambient nightmare machete.
- Bill Laswell - bas.
- Inspelad vid The Embalming Plant, Oakland; Kalifornien.
- Ytterligare inspelning och mixning vid Greenpoint Studio, Brooklyn; New York.
- Producerad av Buckethead och Bill Laswell.